# Verdejo

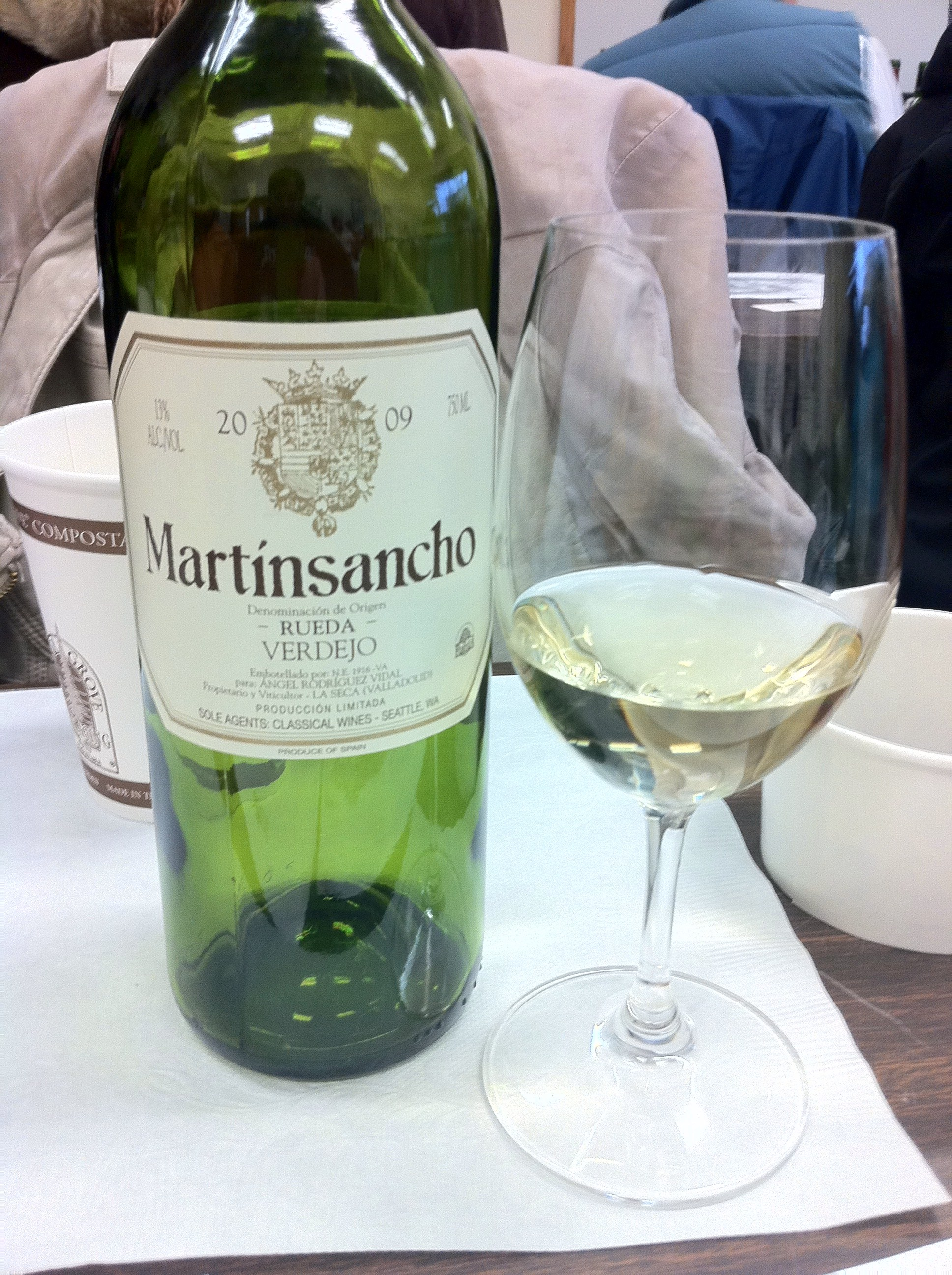
Un vino di verdejo.

Il Verdejo blanco, o semplicemente Verdejo (ma anche: boto de gall, botón de gallo blanco, cepa de madrigal, gouvelo, verdal del país, verdeja, verdeja blanca, verdejo pálido e verdelho), è una uva blanca della Spagna. Nasce dall'incrocio tra il traminer (o savagnin blanc) e la castellana blanca.

## Storia
Dopo la Riconquista di Toledo, la zona del Duero fu ripopolata da cantabrici, baschi e mozarabi.
È probabile che l'uva sia stata portata da Algaida, in Nord Africa.
Le prime viti di questa varietà si piantarono in Spagna a Toro e in Terra del Vino e Rueda durante il regno di Alfonso IV di Castiglia tra l'XI e il XII secolo.

## Regioni
Il vitigno si trova soprattutto nella comunità di Castilla y León, poi in Estremadura e a seguire Castilla-La Mancha. Ci sono piccole quantità anche nelle Asturie, in Catalogna e a Murcia. 
Nel 2007 in Spagna c'erano 11.000 piante di questa varietà.
Negli anni 2010 è iniziata la coltivazione anche in Australia.